# Verdämmte Ladung

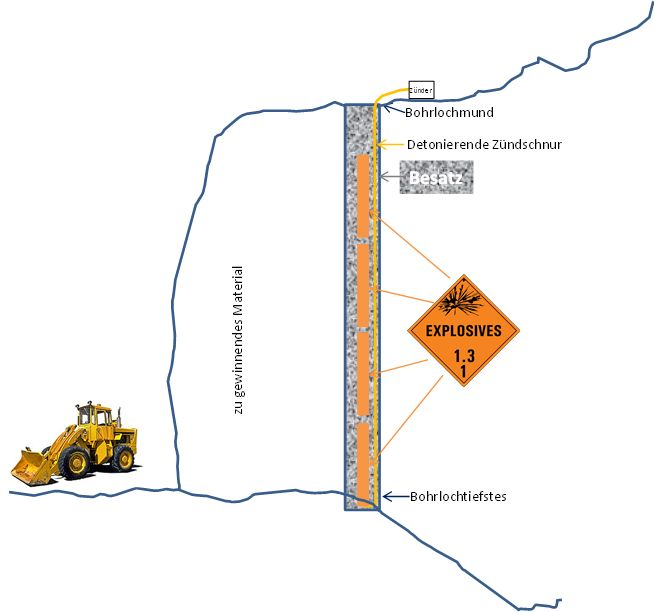
Skizze über den Einsatz von Sprengstoff, detonierender Zündschnur und Besatz (Verdämmung) in der Sprengtechnik in einem Steinbruch. Schematische Darstellung eines geladenen Bohrloches (nicht maßstabgetreu!).

Eine verdämmte Ladung ist ein von Verdämmmaterial eingeschlossener Explosivstoff. Eine verdämmte Ladung hat eine erheblich höhere Zertrümmerungswirkung als eine offene Ladung. Die Verdämmung, der sogenannte Einschluss, kann durch unterschiedliche Materialien erfolgen. Sie ist dann gegeben, wenn der Explosivstoff von mehr oder minder festem und mehr oder weniger dickwandigem Material umschlossen wird.

## Grundlagen

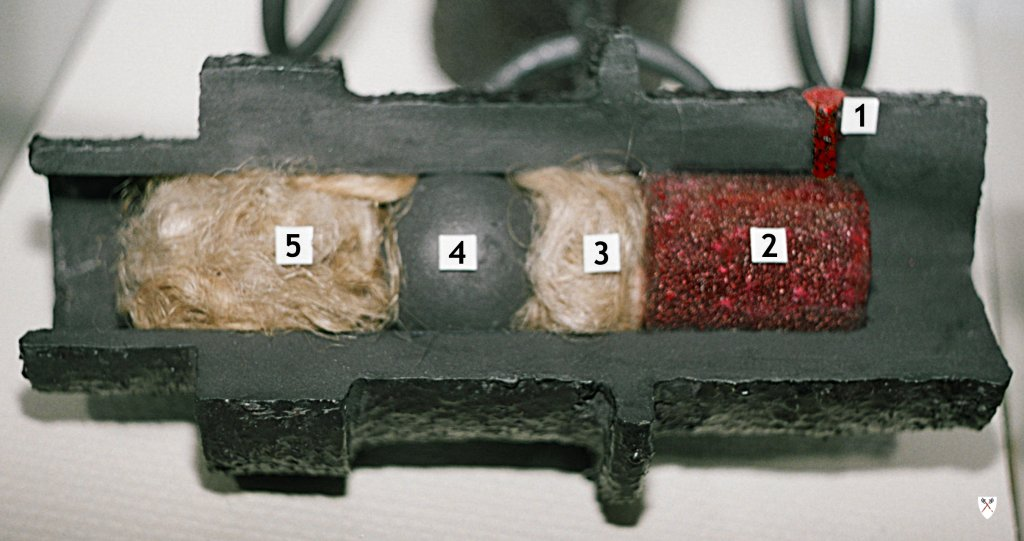
Verdämmte Ladung in einer Vorderladerwaffe (Demonstrationsobjekt): 1=Zündkraut, 2=Pulverladung, 3=Verdämmung, 4=Geschoss, 5=Verdämmung (nach der Verdämmung (5) folgt in einer funktionierenden Waffe der Lauf).

Explosivstoffe reagieren auf thermische Energiezufuhr mit einer mehr oder minder schnellen Verbrennung. Die Geschwindigkeit, mit der diese Verbrennung erfolgt, wird als Detonationsgeschwindigkeit oder Brisanz bezeichnet. Je brisanter ein Sprengstoff ist, desto größer ist seine Sprengwirkung. Werden Explosivstoffe, die eine geringe Brisanz haben, offen gezündet, so kommt es bei diesen nur zu einer raschen Verbrennung, bei der die Verbrennungsgase wirkungslos nach allen Seiten ausweichen können. Werden die gleichen Explosivstoffe von einer Verdämmung umhüllt, so können die Gase nicht ausweichen und es kommt zur Explosion. Durch eine Verdämmung kommt es in der Ladung zu einer Steigerung der Temperatur und des Druckes. So können beispielsweise Pyrotechnische Sätze, wie z. B. ein Wasserfallsatz, bei freier Anzündung unter Flammenbildung abbrennen, während es unter Einschluss (Verdämmung) zu einer heftigen Deflagration kommt. Ist die Verdämmung genügend hoch, so kann es bei einer verdämmten Ladung anstelle der Deflagration sogar zur Detonation führen. So gibt es einige Substanzen, wie z. B. beim Blitzknallsatz, wo es zu einer Detonation kommt. Der Begriff Verdämmen bedeutet "verschließen, versperren; zudämmen". Die Anwendung von verdämmten Ladungen stammt bereits aus dem Jahr 1415, als bei der Belagerung von Harfleur Sprengminen zum Einsatz kamen. Bei Sprengstoffen mit hoher Brisanz (z. B. TNT) ist eine Verdämmung in der Regel nicht erforderlich. Dennoch kann auch bei brisanten Sprengstoffen die Sprengwirkung durch eine Verdämmung erhöht werden.

## Eigenverdämmung
Unter bestimmten Voraussetzungen kann es aber auch ohne Fremdeinschluss zu einer Verdämmung kommen. Man spricht hier von der sog. Eigenverdämmung, die eintritt, wenn eine größere Menge des Explosivstoffes, ab etwa 1–2 kg, abgebrannt wird. Hier kann bereits das Eigengewicht des Stoffes zu einer Verdämmung beim Abbrand führen, die die Reaktion dann zu einer plötzlichen Explosion kippen lässt. Während 1 kg Rauchpulver beispielsweise nur langsam Rauch abgibt, können 10 kg Rauchpulver nach einigen Minuten plötzlich mit einem lauten Knall explodieren.

## Anwendung
Angewendet werden verdämmte Ladungen sowohl in der Sprengtechnik, als auch in der Pyrotechnik. Als Beispiel sei der Kanonenschlag genannt, dessen Schwarzpulver ohne die Umhüllung durch das Papprohr auch ohne jegliche Knallwirkung abbrennt. Aufgrund der Umhüllung durch ein dickes Papprohr hingegen kommt es zu einer Explosion, die zu einem Zerlegen des Papprohres führt, wodurch erst der markante Knall entsteht, welcher die für diesen Effekt gewünschte Wirkung darstellt. In der Sprengtechnik im Bergbau bezeichnet man die Verdämmung von Sprengbohrlöchern als Besatz, hier kommen zum Beispiel Letten, Sand, feinste Steine oder auch Wasser zum Einsatz. Zur Staubbindung kommt Calciumchlorid zur Anwendung. Bei Gebäudeabbrüchen werden Schlagpatronen auch mit PU-Schaum verdämmt. Im Bergbau gibt es dazu auch das Sprichwort: „Gut verdämmt ist halb geschossen.“ Faustregel für die Verdämmung: Je weniger brisant ein Sprengstoff ist, desto mehr Besatz wird benötigt.